# Gissen
Gissen ist ein veralteter nautischer Ausdruck für das ungefähre Bestimmen des Schiffsstandortes mittels Koppelnavigation, das heißt durch Addition von seit dem Abgangspunkt (z. B. dem Ausgangshafen oder einem beobachteten Ort) durchlaufenen vermuteten Wegstrecken (die durch Verwertung von Logge, Zeit und Kompasskurs ermittelt wurden).
Die Qualität des so ermittelten gegissten Schiffsortes oder gegissten Bestecks ist naturgemäß stark von hinreichender Berücksichtigung möglicher Fehlerquellen abhängig, insbesondere von oft schwer einschätzbarem Wind- und Stromversatz (Abdrift).
Die Ausdrücke gegisster Ort und Besteck wurden offiziell spätestens mit Einführung der DIN-Norm 13312 im Jahre 1984 durch die Begriffe Koppelort oder Loggeort ersetzt (die nicht vollkommen synonym sind). Sie werden aber zum Teil noch in Segelliteratur oder mündlich benutzt.
Im Sprachgebrauch an Bord mag das Wort Gissen auch die, ebenfalls nur ungefähre, Ortsbestimmung mittels Sextant, aber ohne Chronometer, bedeutet haben.